# Leucochrysa (Nodita) rodriguezi
Leucochrysa (Nodita) rodriguezi is een insect uit de familie van de gaasvliegen (Chrysopidae), die tot de orde netvleugeligen (Neuroptera) behoort. 
Leucochrysa (Nodita) rodriguezi is voor het eerst wetenschappelijk beschreven door Navás in 1913.